# ريتشارد تيدفورد
ريتشارد هال تيدفورد (25 أبريل عام 1929 – 15 يوليو 2011) كان أمينا فخريا في قسم الحفريات الفقارية من المتحف الأمريكي للتاريخ الطبيعي في مدينة نيويورك بعد أن كان أميناً عام 1969.
ولد في إنسينو في كاليفورنيا، حصل على درجة البكالوريوس من جامعة كاليفورنيا في لوس أنجلوس مع تخصص في الكيمياء وحصل على الدكتوراه من جامعة كاليفورنيا في بيركلي في عام 1959.
تيدفورد أحد أهم الباحثين في تطور الحيوانات آكلة اللحوم وقد أجرى أبحاثه في كثير من الأحيان مع البروفيسور شياو مينغ وانغ.
تيدفورد كان مقيما ديمارست في نيو جيرسي في وقت وفاته في 15 يوليو 2011. بعد معاناة من سرطان القولون، توفي بسبب كسر في الجمجمة نتج عن حادث سقوط في منزله.